# Ououso
Ououso (汪応祖 (Uông Ứng Tổ)  ？－1413) là vua đời thứ ba của vương quốc Nam Sơn trên đảo Okinawa. Ông trị vì từ năm 1402 (hoặc 1403) đến năm 1413. Onouso nguyên là án ti của Tomigusuku và là con thứ của vua Oueishi. Năm 1402, Ououso đã cử đoàn sứ thần sang nhà Minh để thông báo việc vua Ofusato qua đời và thỉnh cầu ban sắc phong cho mình. Năm sau, nhà Minh ban sắc phong cho vua Nam Sơn, Ououso. Năm 1404, Ououso đã cử Lý Kiệt sang Quốc tử giám lưu học và là lưu sinh đầu tiên của Nam Sơn được phái đến nhà Minh.
Căn cứ theo Trung Sơn thế phả, năm 1405, Ououso từng tặng cho nhà Minh một số người bị hoạn. Minh Thành Tổ tuy vậy đã trả lại toàn bộ số người này về Nam Sơn.
Tafuchi là huynh trưởng của Ououso, thấy em làm vua được hưởng thụ vinh hoa phú quý, trong lòng rất bất mãn. Năm 1403, Tafuchi đã phát động biến loạn, giết chết Ououso và bước lên ngai vàng. Các án ti thấy vậy cùng nổi binh tiêu diệt Tafuchi. Sau đó, con trưởng của Ououso và Taromai lên ngôi vua.
Ngoài ra, theo truyền thuyết, Ououso là người đã người đã sáng chế ra thuyền rồng Lưu Cầu. Căn cứ theo truyền thuyết dân gian tại Tomigusuku, khi Ououso là án tư của thành, gần thành đã tổ chức các cuộc đua thuyền rồng.